# أندريه باريتو
أندريه باريتو هو لاعب كرة قدم برازيلي، ولد في 6 أغسطس 1979 في ريو دي جانيرو في البرازيل. لعب مع إستريلا دا أمادورا وإشتوريل برايا وفيسوا كراكوف ونادي بوافيشتا ونادي فيتوريا سيتوبال ونادي ماريتيمو.

## وصلات خارجية
- أندريه باريتو على موقع قاعدة بيانات كرة القدم.إي يو (الإنجليزية)
- أندريه باريتو على موقع Soccerway.com (الإنجليزية)